# Кловер (Вирџинија)
Кловер (енгл. Clover) насељено је место без административног статуса у америчкој савезној држави Вирџинија.

## Демографија
По попису из 2010. године број становника је 438.
| Група             | 2000.    | 2010.       |
| Белци             | 0 (0,0%) | 229 (52,3%) |
| Афроамериканци    | 0 (0,0%) | 197 (45,0%) |
| Азијати           | 0 (0,0%) | 1 (0,2%)    |
| Хиспаноамериканци | 0 (0,0%) | 7 (1,6%)    |
| Укупно            | 0        | 438         |